# Ostorf
Ostorf ist ein Stadtteil der mecklenburg-vorpommerschen Landeshauptstadt Schwerin zwischen Ostorfer See und Schweriner See. Er umschließt weitgehend den Faulen See.
Im Bereich des Stadtteils befindet sich einer der ältesten bekannten Siedlungsplätze in Schwerin. Seit dem Mittelalter gab es Versuche, das damals eigenständige Dorf nach Schwerin einzugemeinden. Endgültig erfolgte dies jedoch erst zwischen 1912 und 1928.

## Unterteilung des Stadtteils
Traditionell wird der Stadtteil aufgeteilt in:
- Halbinsel Ostorf (heute im Volksmund nach einem Teilbereich oft „die Krösnitz“ genannt),
- Ostorfer Berg (heute: Johannes-Stelling-Straße und Nebenstraßen),
- Ostorfer Hals (Bereich zwischen dem Faulen See und dem Schweriner See, im Volksmund heute als „Schlossgartenviertel“ bekannt).

Zu Ostorf gehört ferner der Schlossgarten, nicht jedoch die Schlossinsel mit dem Schweriner Schloss.
Zu früheren Zeiten gehörte zu Ostorf auch noch das „Ostorfer Feld“, auf dem im 20. Jahrhundert die Stadtteile Gartenstadt und Großer Dreesch entstanden sind.

## Geschichte

### Name
Die erste urkundliche Erwähnung von 1282 erwähnt Ostorf als Osestorp. Man nimmt überwiegend an, dass die Bezeichnung vom niedersächsischen ors = Pferd herrührt und erklärt die Namensgebung damit, dass dort Pferde gehalten wurden (Pferdedorf). Es gibt keine Hinweise auf eine Pferdezucht in diesem Bereich.
Möglicherweise rührt der Eigenname aber auch vom slawischen Wort Ostrow = Halbinsel oder von dem Eigennamen eines Bewohners her.

### Frühere Besiedlung
Auf dem Gebiet der Halbinsel Ostorf befand sich ein steinzeitlicher Siedlungsplatz. Die damaligen Bewohner bestatteten ihre Toten teilweise auf der Insel Tannenwerder (im Volksmund: Toteninsel) im Ostorfer See (siehe Flachgräberfeld von Schwerin-Ostorf). Neuere Analysen der dort gefundenen Knochen belegen, dass sich die Bewohner im Wesentlichen von Fischfang ernährt haben. Weitere Funde belegen, dass die Halbinsel Ostorf seitdem über lange Zeiträume, möglicherweise sogar durchgehend besiedelt war.
Bei seiner ersten urkundlichen Erwähnung von 1282 bestand auf der Halbinsel Ostorf ein kleines Dorf, das dem Grafen von Schwerin unterstand. In seiner Nähe entstand ein Dominialhof zur Versorgung der Schweriner Residenz, der bis ins 19. Jahrhundert erhalten blieb.
Graf Helmold II. schenkte das Dorf 1282 mit Ausnahme des Ostorfer Halses der Stadt Schwerin. Über mehrere Jahrhunderte verlor sich jedoch der Machtanspruch Schwerins auf den Bereich Ostorf, so dass es nach und nach bis zum 17. Jahrhundert wieder in Dominialverwaltung überging.
Das Dorf Ostorf blieb bis weit ins 19. Jahrhundert vergleichsweise klein. Seine Bewohner ernährten sich hauptsächlich vom Fischfang und der Landwirtschaft.
Mit dem benachbarten Schwerin gab es immer wieder Streitigkeiten, so über die Grenze zwischen Ostorf und Zippendorf auf dem Ostorfer Feld. Auch im Bereich des Fischfangs soll es zu Konflikten zwischen Ostorfer und Schweriner Fischern gekommen sein.
Im Dreißigjährigen Krieg wurde das Dorf Ostorf 1638 weitgehend zerstört. 1639 soll der Ort „menschenleer“ gewesen sein. Der übrige Bereich des heutigen Ostorfs war damals bis auf wenige kleine Siedlungskerne nicht besiedelt.
Ende des 18. Jahrhunderts musste die Fischerei als damaliger Haupterwerb der Bewohner des Dorfes Ostorf aufgegeben werden, da die von ihnen bewirtschafteten Seen überfischt waren.

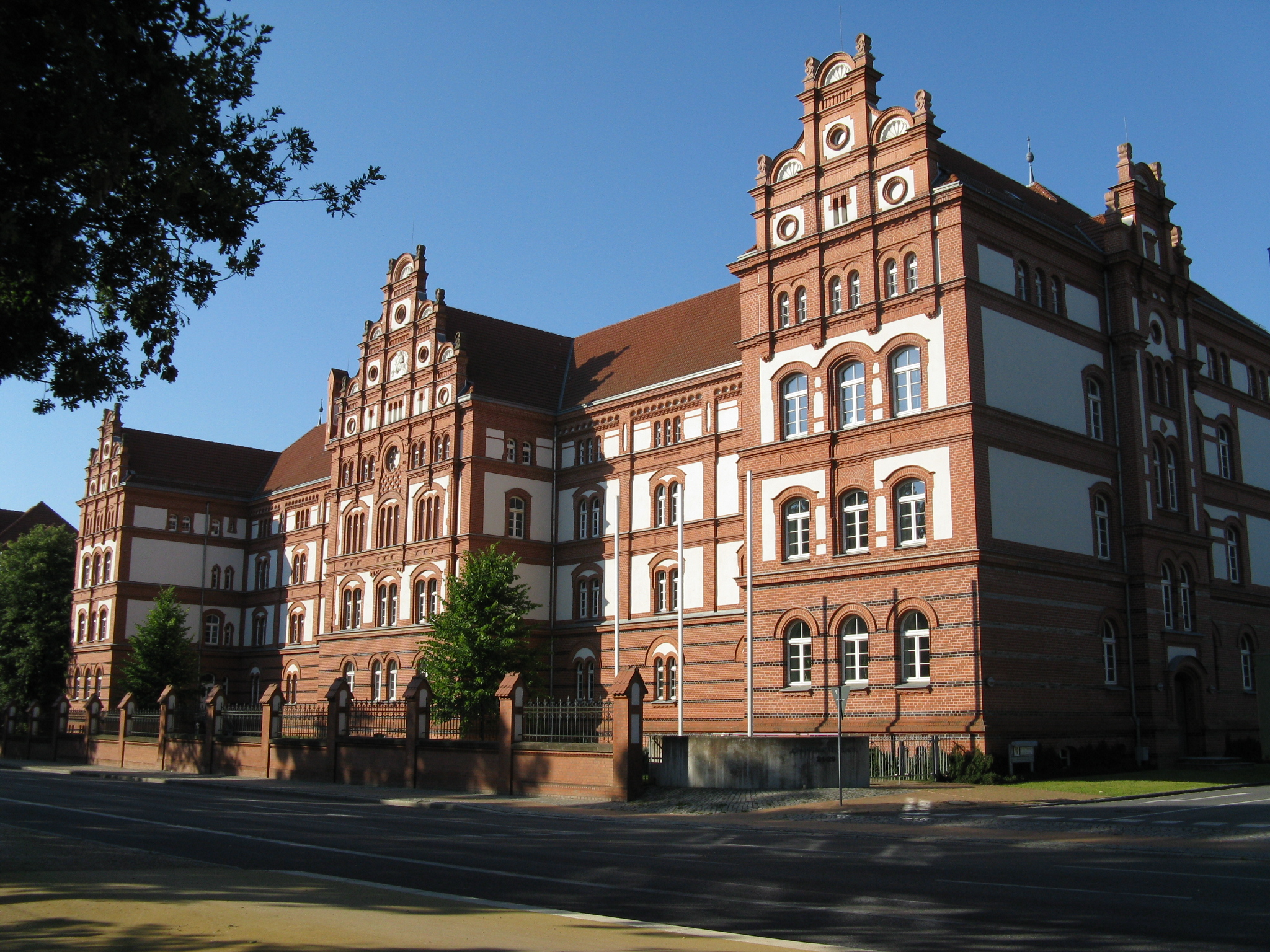
Eine der ehemaligen Artilleriekasernen in der Johannes-Stelling-Straße

### Ab 19. Jahrhundert
Im Zug der Stadterweiterung entstanden ab 1828 erste repräsentative Wohnhäuser auf dem Ostorfer Hals. Ab der Mitte des 19. Jahrhunderts wurden auf dem Ostorfer Berg Kasernen für die Artillerie gebaut, nicht zuletzt weil von hier aus das Schweriner Schloss gegen mögliche Aufstände verteidigt werden konnte.
1874 wurden Dominialbesitz und das Dorf Ostorf mit seinen Ländereien zur Gemeinde Ostorf vereinigt.
Ab dem Ende des 19. Jahrhunderts kam es zu durch die faktische Stadterweiterung der Stadt Schwerin auf Ostorfer Boden zu einer nachhaltigen Veränderung der Bevölkerung. Dominierten 1900 noch bei den Haushaltsvorständen landwirtschaftliche Berufe mit ca. 30 Prozent, sank ihr Anteil bis 1930 auf ca. 2 Prozent. Umgekehrt stieg die Anzahl der öffentlichen Angestellten und Beamten im gleichen Zeitraum von ca. 10 auf 40 Prozent.
Die verstärkten Bemühungen wohlhabender Schweriner Bürger zum Ende des 19. Jahrhunderts, sich auf Ostorfer Grund Villen zu errichten, führte zu heftigen Konflikten zwischen der Gemeinde Ostorf und der Stadt Schwerin. Diese befürchtete die Abwanderung ihrer steuerkräftigsten Bürger und forderte zunächst vergebens die Eingemeindung Ostorfs nach Schwerin. Schon um 1900 fanden Begradigungsarbeiten am Ostorfer Seeufer statt. Dortige
Straßen gehörten schon damals zu den wichtigsten Ein- und Ausfahrten in Schwerin.
Beim Bau der Ostorfer Villenkolonie unmittelbar am Schweriner Stadtrand eskalierte dieser Konflikt, da sich die Stadt weigerte, die dortigen Bauten an das städtische Wasser- und Abwassersystem anzuschließen. Die daraufhin ungeklärt in die Seen fließenden Abwässer sowie der Mangel an Trinkwasser in den Neubauten führten letztlich dazu, dass dieser Bereich sowie der Ostorfer Hals 1912 nach Schwerin eingemeindet wurden.
Auch die geplante Errichtung einer Gartenstadt auf Ostorfer Grund gelang erst, als auch dieser Teil Ostorfs 1921 nach Schwerin eingemeindet wurde. In den 1920er Jahren entwickelte sich insbesondere der Ostorfer Hals zu einer beliebten Wohnlage für wohlhabende Schweriner. Aufgrund dieser faktischen Stadterweiterung für Schwerin wurde die restliche Gemeinde Ostorf 1928 nach Schwerin eingemeindet.
Während des Dritten Reichs kam es auf der Halbinsel Ostorf zu erheblichen Veränderungen durch Aufschüttungen und Anlegen von Straßen sowie eines Turnierplatzes. Der begonnene Bau einer Umgehungsstraße über die Halbinsel in Richtung Obotritenring wurde allerdings aufgegeben. Quellen um das Jahr 1940 belegen es liegt die Vermutung nahe, dass der Ostorfer See damals noch weitaus größer war und bis an die Luther Straße ggf. den heutigen Platz der Jugend reichte.
Auch auf dem Ostorfer Hals entwickelte sich weitere Wohnbebauung. Hier entstand u. a. auf Betreiben des damaligen Gauleiters Friedrich Hildebrandt die sogenannte „Gauleitersiedlung“ für Führungsfiguren des NS-Regimes.
Mit dem Ende des Zweiten Weltkriegs wurden weite Teile der Villenviertel Ostorfs durch die sowjetische Armee requiriert und erst nach mehreren Jahren wieder freigegeben.

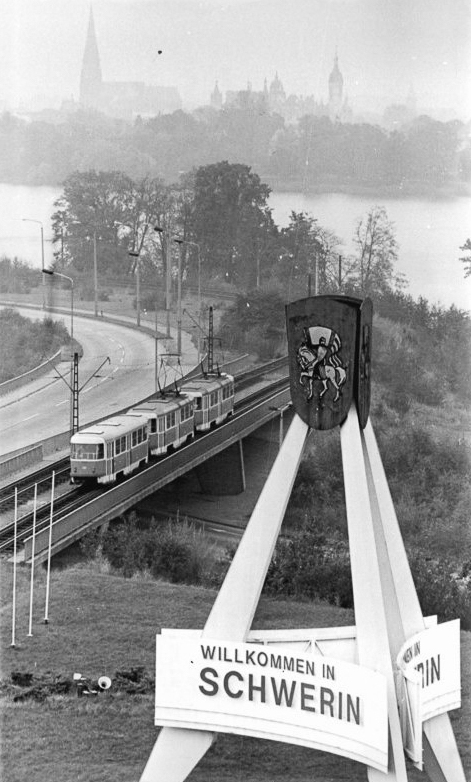
Verkehrswege am Faulen See, 1981

Während der DDR-Zeit gab es im Ostorfer Bereich zunächst vergleichsweise geringe Veränderungen. Mit der Stadterweiterung nach Osten zu Beginn der 1970er Jahre veränderte sich aber auch Ostorf durch die Erweiterung der bestehenden und Neubau von Verkehrswegen. 1972 bis 1974 wurden gewaltige Massen an Erdreich bewegt, Kies musste aufgeschüttet werden, einschließlich der Errichtung einer Straßenbahnverbindung in Richtung Großer Dreesch und zum Industriegebiet Schwerin-Süd entstanden. Die Verbindung zwischen Krösnitz und der Johannes Stelling Straße mit ihr die Brücke wurde 1974 gebaut. Damit rückte Ostorf von einer Vorstadtlage ins Stadtzentrum. Dem Brückenbauwerk setzte jedoch eindringende Feuchtigkeit zu und so wurde eine Befahrbarkeit von wenigen Jahren festgestellt. Ab September 2014 wurde die Verkehrsführung geändert. Am 28. November erfolgte die Sprengung der Brücke mit 300 kg Sprengstoff mit anschließender Beräumung des Bauschutts, eine durch Ampelverkehr geregelte Kreuzung war die Alternative der Straßenverkehrsführung.
Heute wird der Stadtteil wie folgt geprägt:
- Die Halbinsel Ostorf hat seit der Wende eine Reihe von Neubauten erlebt, spielt aber aufgrund ihrer geringen Größe keine wesentliche Rolle im Stadtbild.
- Die Kasernenbauten an der Johannes-Stelling-Straßedes Ostorfer Berges werden heute durch verschiedene Behörden genutzt. Hier befindet sich u. a.  der Neubau der Landesbibliothek Mecklenburg-Vorpommern, das Finanzamt Schwerin und das Stadtarchiv Schwerin.
- Der Ostorfer Hals hat sich als so genanntes Schlossgartenviertel in den letzten Jahrzehnten als besonders hochwertiges Wohnviertel etabliert, in dem neben den teilweise denkmalgeschützten Altbauten eine Reihe von hochwertigen Neubauten entstanden sind. Hier hat auch der Norddeutsche Rundfunk sein Landesfunkhaus errichtet.

## Sehenswürdigkeiten
- Schleifmühle Schwerin
- Schlossgarten Schwerin
- Schlossgartenviertel und Schloßgartenallee mit einer Vielzahl repräsentativer Bauten und Denkmälern
- Alte Artilleriekaserne von 1862, heute Finanzamt Schwerin
- Neue Artilleriekaserne von 1899, heute u. a. Landesbibliothek Mecklenburg-Vorpommern
- Offizierskasino von 1900, heute Verwaltungsgebäude

## Verkehr
Ostorf wird von mehreren Straßenbahn- und Buslinien durchquert, mit denen die Innenstadt Schwerins in wenigen Minuten zu erreichen ist.
Brücke – Für Fußgänger und Fahrradfahrer über den Ostdorfer See Halbinseln Krösnitz – Dwang Planungsbau seit 2016, gebaut von 2019 bis 23. September 2021 Fertigstellung und Übergabe.
Hauptstraßen sind die Johannes-Stelling-Straße, Ludwigsluster Chaussee und die Schloßgartenallee.

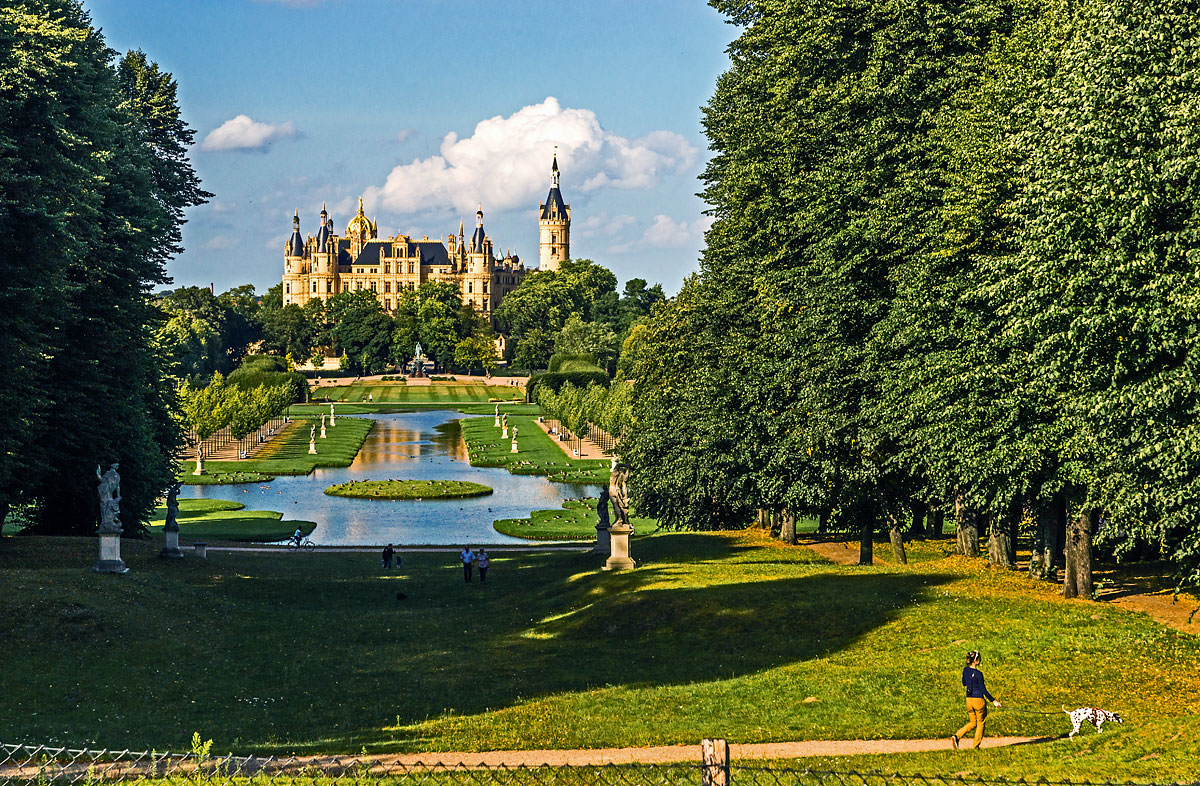
Blick vom Ostorfer Berg über den Schlossgarten mit Kreuzkanal aufs Schloss

## Persönlichkeiten
Der Maler Carl Malchin lebte von 1903 bis zu seinem Tod 1923 im Dorf Ostorf. Motive aus dem Ort und der Umgebung finden sich reichlich im späteren Schaffen.